# Russischer Fußballpokal 1994/95
Der Russische Fußballpokal 1994/95 war die dritte Austragung des russischen Pokalwettbewerbs der Männer nach dem Ende der Sowjetunion. Pokalsieger wurde Dynamo Moskau. Das Team setzte sich im Finale am 14. Juni 1995 im Olympiastadion Luschniki von Moskau gegen Rotor Wolgograd durch. Titelverteidiger Spartak Moskau schied im Halbfinale gegen den späteren Pokalsieger aus.

## Modus
Bis zur 4. Runde wurden die Paarungen nach regionalen Gesichtspunkten gelost. Die Spiele der ersten Runde wurden im Mai ausgetragen, das Finale im darauffolgenden Jahr im Juni, sodass sich der Pokalwettbewerb über 13 Monate erstreckte. Alle Begegnungen wurden in einem Spiel ausgetragen. Bei unentschiedenem Ausgang wurde zur Ermittlung des Siegers eine Verlängerung gespielt. Stand danach kein Sieger fest, folgte ein Elfmeterschießen. Der Pokalsieger qualifizierte sich für den Europapokal der Pokalsieger.

## Teilnehmende Teams
| Oberste Liga (16) | Oberste Liga (16) | 1. Liga (20) | 1. Liga (20) |
| --- | --- | --- | --- |
| - Dynamo Moskau - Lokomotive Moskau - Spartak Moskau - Torpedo Moskau - ZSKA Moskau - Dynamo-Gasowik Tjumen - Dynamo Stawropol - KAMAS Nabereschnyje Tschelny | - Krylja Sowetow Samara - FK Lada Toljatti - Lokomotive Nischni Nowgorod - Rotor Wolgograd - Schemtschuschina Sotschi - Spartak-Alanija Wladikawkas - Tekstilschtschik Kamyschin - Uralmasch Jekaterinburg | - Asmaral Moskau - Baltika Kaliningrad - Druschba Maikop - Irtysch Omsk - Lokomotive Tschita - FK Lutsch Wladiwostok - Rostselmasch Rostow - FK Neftechimik Nischnekamsk - Okean Nachodka - Sarja Leninsk-Kusnezki | - Smena-Saturn St. Petersburg - Schinnik Jaroslawl - FK Sokol Saratow - Swesda Irkutsk - FK Swesda Perm - Torpedo Wladimir - Tschernomorez Noworossijsk - Uralan Elista - Zenit St. Petersburg - Techinwest-M Moskau |
| 2. Liga (51) | | | |
| - Agan Raduschny - Amur Komsomolsk am Amur - Anschi Machatschkala - Arsenal Tula - Awangard-Kortek Kolomna - Industrija Obninsk - Dewon Oktjabrski - Druschba Joschkar-Ola - Dynamo Barnaul - Dynamo Machatschkala - Dynamo Omsk - Dynamo Wologda - Ersi Petrosawodsk | - Fakel Woronesch - Gasowik-Gasprom Ischewsk - Irgis Balakowo - Iriston Wladikawkas - Kawkaskabel Prochladny - Kolos Krasnodar - Kuban Krasnodar - Lada Dimitrowgrad - Lokomotive St. Petersburg - Metallurg Lipezk - Metallurg Magnitogorsk - Metallurg Nowokusnezk - Metallurg Nowotroizk | - Politechnik-92 Barnaul - Nart Tscherkessk - Rubin Kasan - Schachtjor Kisseljowsk - FK Orechowo - FK Saljut Belgorod - Spartak Anapa - Spartak Naltschik - Swesda Gorodischtsche - Swetotechnika Saransk - Tekstilschtschik Iwanowo - Terek Grosny - Tom Tomsk | - Torpedo Arsamas - Torpedo Miass - Torpedo Rjasan - Torpedo Rubzowsk - Torpedo Taganrog - Torpedo Wolschski - Trion-Wolga Twer - Tschkalowez Nowosibirsk - Uralez Nischni Tagil - Wenez Gulkewitschi - Wjatka Kirow - FK Wympel Rybinsk |
| 3. Liga (80) | | | |
| - Amur Blagoweschtschensk - Angara Angarsk - Argo Kaspijsk - Asamat Tscheboksary - Astratex Astrachan - Awangard Kamyschin - Awangard Kursk - Awtosaptschast Baksan - Beschtau Lermontow - Bulat Tscherepowez - Schachtjor Schachty - Kristall Nerjungri - Chimik Beloretschensk - Chimik Dserschinsk - Chimik Uwarowo - Druschba Budjonnowsk - Dynamo Brjansk - Dynamo Kemerowo - Dynamo Perm - Elektron Wjatskije Poljany | - Energija Tschaikowski - Torpedo Armawir - Wolga Balakowo - Prometey-Dynamo St. Petersburg - FK TRASKO Moskau - Zenit Ischewsk - Metallurg Krasnojarsk - Torgmasch Ljuberzy - FK Mosenergo Moskau - FK Oka Kolomna - FK Sibir Kurgan - Olimp Kislowodsk - Gasowik Orenburg - FK Orjol - Maschinostroitel Pskow - FK SKA Rostow - FK SKA-Chabarowsk - FK SKD Samara - Metallurg Stary Oskol - FK Titan Reutow | - FK West Kaliningrad - Atommasch Wolgodonsk - Gigant Woskressensk - Gornjak Katschkanar - Sawolschje Engels - Iskra Smolensk - Istotschnik Rostow - Dynamo Jakutsk - Judschin Samara - KamASawtocentre Nabereschnyje Tschelny - Kraneks Iwanowo - Kristall Smolensk - FK Gattschina - Energija Pjatigorsk - Metisnik Magnitogorsk - Lokomotive Ussurijsk - Estel Ufa - Metallurg Krasny Sulin - Niwa Slawjansk-na-Kubani - Sachalin Cholmsk | - Progress Selenodolsk - Rekord Aleksandrow - Saturn Ramenskoje - Kosmos Dolgoprudny - Schachtjor Artjom - Kuban Slawjansk-na-Kubani - Sodowik Sterlitamak - Spartak Kostroma - Spartak Schtschjolkowo - Spartak Tambow - Spartak-Artikbank Archangelsk - Torpedo Ischewsk - Torpedo-MKB Mytischtschi - Torpedo Pawlowo - Tschertanowo Moskau - Turbostroitel Kaluga - Tekstilschtschik Ischejewka - Wolgar Astrachan - Zenit Pensa - Zenit Tscheljabinsk |

Römische Ziffern in Klammern geben die Ligastufe an, an der die Vereine während der Saison 1994 teilnehmen.

## 1. Runde
| Datum      |                                     | Ergebnis              |                                             |
| ---------- | ----------------------------------- | --------------------- | ------------------------------------------- |
| 08.05.1994 | Torpedo Ischewsk (IV)               | kampflos              | KamASawtocentre Nabereschnyje Tschelny (IV) |
| 08.05.1994 | Schachtjor Kisseljowsk (III)        | 1:2                   | Torpedo Rubzowsk (III)                      |
| 08.05.1994 | Schachtjor Artjom (IV)              | kampflos              | Lokomotive Ussurijsk (IV)                   |
| 08.05.1994 | Politechnik-92 Barnaul (III)        | 0:2                   | Dynamo Barnaul (III)                        |
| 08.05.1994 | Metallurg Nowokusnezk (III)         | 2:0                   | Tom Tomsk (III)                             |
| 08.05.1994 | Metallurg Krasnojarsk (IV)          | 3:0                   | Dynamo Jakutsk (IV)                         |
| 08.05.1994 | Dynamo Kemerowo (IV)                | kampflos              | Tschkalowez Nowosibirsk (III)               |
| 08.05.1994 | Angara Angarsk (IV)                 | kampflos              | Kristall Nerjungri (IV)                     |
| 08.05.1994 | Amur Blagoweschtschensk (IV)        | 0:0 n. V. (4:2 i. E.) | Amur Komsomolsk am Amur (III)               |
| 08.05.1994 | Dynamo Omsk (III)                   | 2:0                   | Agan Raduschny (III)                        |
| 08.05.1994 | Sachalin Cholmsk (IV)               | 4:2 n. V.             | FK SKA-Chabarowsk (IV)                      |
| 09.05.1994 | Swesda Gorodischtsche (III)         | 4:1                   | Awangard Kamyschin (IV)                     |
| 09.05.1994 | Sawolschje Engels (III)             | kampflos              | Irgis Balakowo (III)                        |
| 09.05.1994 | Trion-Wolga Twer (III)              | 3:0                   | FK Orechowo (III)                           |
| 09.05.1994 | Torpedo Pawlowo (IV)                | 3:2                   | Chimik Dserschinsk (IV)                     |
| 09.05.1994 | Torpedo Arsamas (III)               | 3:0                   | Swetotechnika Saransk (III)                 |
| 09.05.1994 | Torpedo Armawir (IV)                | 0:4                   | Kuban Krasnodar (III)                       |
| 09.05.1994 | Torgmasch Ljuberzy (IV)             | 2:3 n. V.             | Industrija Obninsk (III)                    |
| 09.05.1994 | Tekstilschtschik Ischejewka (IV)    | 0:0 n. V. (4:1 i. E.) | Lada Dimitrowgrad (III)                     |
| 09.05.1994 | Spartak Kostroma (IV)               | 1:3                   | Tekstilschtschik Iwanowo (III)              |
| 09.05.1994 | FK SKD Samara (IV)                  | 2:1                   | Judschin Samara (IV)                        |
| 09.05.1994 | FK SKA Rostow (IV)                  | 2:2 n. V. (2:4 i. E.) | Atommasch Wolgodonsk (IV)                   |
| 09.05.1994 | Schachtjor Schachty (IV)            | 1:2                   | Metallurg Lipezk (III)                      |
| 09.05.1994 | Saturn Ramenskoje (IV)              | 3:0 n. V.             | Gigant Woskressensk (IV)                    |
| 09.05.1994 | Rekord Aleksandrow (IV)             | 2:5                   | Spartak Schtschjolkowo (IV)                 |
| 09.05.1994 | Prometey-Dynamo St. Petersburg (IV) | 0:1                   | Ersi Petrosawodsk (III)                     |
| 09.05.1994 | Progress Selenodolsk (IV)           | 1:3                   | Druschba Joschkar-Ola (III)                 |
| 09.05.1994 | FK Oka Kolomna (IV)                 | 1:2                   | Awangard-Kortek Kolomna (III)               |
| 09.05.1994 | Niwa Slawjansk-na-Kubani (IV)       | 1:2                   | Spartak Anapa (III)                         |
| 09.05.1994 | Metallurg Stary Oskol (IV)          | kampflos              | FK Saljut Belgorod (III)                    |
| 09.05.1994 | Metallurg Krasny Sulin (IV)         | 0:2                   | Fakel Woronesch (III)                       |
| 09.05.1994 | Maschinostroitel Pskow (IV)         | 3:4 n. V.             | Lokomotive St. Petersburg (III)             |
| 09.05.1994 | Kuban Slawjansk-na-Kubani (IV)      | 2:1                   | Wenez Gulkewitschi (III)                    |
| 09.05.1994 | Kraneks Iwanowo (IV)                | 0:1                   | FK Wympel Rybinsk (III)                     |
| 09.05.1994 | Kosmos Dolgoprudny (IV)             | 2:0                   | FK Titan Reutow (IV)                        |
| 09.05.1994 | Chimik Uwarowo (IV)                 | 0:2                   | Spartak Tambow (IV)                         |
| 09.05.1994 | Chimik Beloretschensk (IV)          | 1:0                   | Kolos Krasnodar (III)                       |
| 09.05.1994 | Iskra Smolensk (IV)                 | 0:1                   | Kristall Smolensk (IV)                      |
| 09.05.1994 | Iriston Wladikawkas (III)           | 3:0                   | Awtosaptschast Baksan (IV)                  |
| 09.05.1994 | FK TRASKO Moskau (IV)               | 0:1                   | Torpedo-MKB Mytischtschi (IV)               |
| 09.05.1994 | FK Gattschina (IV)                  | kampflos              | Spartak-Artikbank Archangelsk (IV)          |
| 09.05.1994 | Tschertanowo Moskau (IV)            | 1:1 n. V. (4:5 i. E.) | FK Mosenergo Moskau (IV)                    |
| 09.05.1994 | Energija Pjatigorsk (IV)            | kampflos              | Nart Tscherkessk (III)                      |
| 09.05.1994 | Elektron Wjatskije Poljany (IV)     | 0:2                   | Gasowik-Gasprom Ischewsk (III)              |
| 09.05.1994 | Dynamo Machatschkala (III)          | 1:2 n. V.             | Anschi Machatschkala (III)                  |
| 09.05.1994 | Dynamo Brjansk (IV)                 | 0:0 n. V. (4:1 i. E.) | Turbostroitel Kaluga (IV)                   |
| 09.05.1994 | Bulat Tscherepowez (IV)             | 1:1 n. V. (4:1 i. E.) | Dynamo Wologda (III)                        |
| 09.05.1994 | Beschtau Lermontow (IV)             | 1:2                   | Kawkaskabel Prochladny (III)                |
| 09.05.1994 | Asamat Tscheboksary (IV)            | kampflos              | Rubin Kasan (III)                           |
| 09.05.1994 | Awangard Kursk (IV)                 | 2:2 n. V. (7:6 i. E.) | FK Orjol (IV)                               |
| 09.05.1994 | Astratex Astrachan (IV)             | 2:8                   | Torpedo Wolschski (III)                     |
| 09.05.1994 | Arsenal Tula (III)                  | 1:0                   | Torpedo Rjasan (III)                        |
| 09.05.1994 | Argo Kaspijsk (IV)                  | 5:1                   | Terek Grosny (III)                          |
| 09.05.1994 | Istotschnik Rostow (IV)             | kampflos              | Torpedo Taganrog (III)                      |
| 09.05.1994 | Metisnik Magnitogorsk (IV)          | 2:4                   | Metallurg Magnitogorsk (III)                |
| 09.05.1994 | Uralez Nischni Tagil (III)          | 3:2                   | Gornjak Katschkanar (IV)                    |
| 09.05.1994 | Zenit Ischewsk (IV)                 | 1:1 n. V. (6:5 i. E.) | Energija Tschaikowski (IV)                  |
| 09.05.1994 | Gasowik Orenburg (IV)               | 2:0                   | Metallurg Nowotroizk (III)                  |
| 09.05.1994 | Wolga Balakowo (IV)                 | 1:3                   | Dewon Oktjabrski (III)                      |
| 09.05.1994 | Sodowik Sterlitamak (IV)            | 0:2                   | Estel Ufa (IV)                              |
| 09.05.1994 | Dynamo Perm (IV)                    | 4:0                   | Wjatka Kirow (III)                          |

## 2. Runde
| Datum      |                                  | Ergebnis              |                                             |
| ---------- | -------------------------------- | --------------------- | ------------------------------------------- |
| 29.05.1994 | Zenit Pensa (IV)                 | 1:0                   | Irgis Balakowo (III)                        |
| 29.05.1994 | Trion-Wolga Twer (III)           | 4:2                   | FK West Kaliningrad (IV)                    |
| 29.05.1994 | Torpedo Wolschski (III)          | 2:1                   | Wolgar Astrachan (IV)                       |
| 29.05.1994 | Torpedo Taganrog (III)           | 3:1                   | Metallurg Lipezk (III)                      |
| 29.05.1994 | Torpedo Rubzowsk (III)           | 2:1                   | Sarja Leninsk-Kusnezki (II)                 |
| 29.05.1994 | Tekstilschtschik Iwanowo (III)   | 3:1                   | FK Wympel Rybinsk (III)                     |
| 29.05.1994 | Tekstilschtschik Ischejewka (IV) | 4:0                   | Torpedo Pawlowo (IV)                        |
| 29.05.1994 | Spartak Tambow (IV)              | kampflos              | Kosmos Dolgoprudny (IV)                     |
| 29.05.1994 | Spartak Schtschjolkowo (IV)      | 0:0 n. V. (4:1 i. E.) | Torpedo-MKB Mytischtschi (IV)               |
| 29.05.1994 | Spartak Anapa (III)              | 2:0                   | Chimik Beloretschensk (IV)                  |
| 29.05.1994 | FK SKD Samara (IV)               | 0:3                   | Torpedo Arsamas (III)                       |
| 29.05.1994 | Schachtjor Artjom (IV)           | kampflos              | Okean Nachodka (II)                         |
| 29.05.1994 | Sachalin Cholmsk (IV)            | 2:1                   | FK Lutsch Wladiwostok (II)                  |
| 29.05.1994 | FK Mosenergo Moskau (IV)         | 4:1                   | Industrija Obninsk (III)                    |
| 29.05.1994 | Metallurg Magnitogorsk (III)     | kampflos              | Zenit Tscheljabinsk (IV)                    |
| 29.05.1994 | Metallurg Krasnojarsk (IV)       | 0:2                   | Swesda Irkutsk (II)                         |
| 29.05.1994 | Lokomotive St. Petersburg (III)  | 1:0                   | Bulat Tscherepowez (IV)                     |
| 29.05.1994 | Kuban Krasnodar (III)            | 3:2                   | Kuban Slawjansk-na-Kubani (IV)              |
| 29.05.1994 | Kristall Smolensk (IV)           | 2:0                   | Dynamo Brjansk (IV)                         |
| 29.05.1994 | Kawkaskabel Prochladny (III)     | 4:1                   | Olimp Kislowodsk (III)                      |
| 29.05.1994 | Iriston Wladikawkas (III)        | 1:0                   | Spartak Naltschik (III)                     |
| 29.05.1994 | Fakel Woronesch (III)            | 0:1 n. V.             | FK Saljut Belgorod (III)                    |
| 29.05.1994 | Ersi Petrosawodsk (III)          | 1:1 n. V. (0:3 i. E.) | FK Gattschina (IV)                          |
| 29.05.1994 | Dynamo Barnaul (III)             | 1:0                   | Metallurg Nowokusnezk (III)                 |
| 29.05.1994 | Druschba Joschkar-Ola (III)      | 2:1                   | Rubin Kasan (III)                           |
| 29.05.1994 | Druschba Budjonnowsk (IV)        | 2:3                   | Energija Pjatigorsk (IV)                    |
| 29.05.1994 | Tschkalowez Nowosibirsk (III)    | 2:1                   | Angara Angarsk (IV)                         |
| 29.05.1994 | Awangard-Kortek Kolomna (III)    | 1:1 n. V. (3:5 i. E.) | Saturn Ramenskoje (IV)                      |
| 29.05.1994 | Atommasch Wolgodonsk (IV)        | 2:0                   | Swesda Gorodischtsche (III)                 |
| 29.05.1994 | Arsenal Tula (III)               | 4:0                   | Awangard Kursk (IV)                         |
| 29.05.1994 | Anschi Machatschkala (III)       | 3:0                   | Argo Kaspijsk (IV)                          |
| 29.05.1994 | Amur Blagoweschtschensk (IV)     | 4:2                   | Lokomotive Tschita (II)                     |
| 29.05.1994 | Dynamo Omsk (III)                | 0:2                   | Irtysch Omsk (II)                           |
| 29.05.1994 | Gasowik Orenburg (IV)            | 0:1                   | Torpedo Miass (III)                         |
| 29.05.1994 | Uralez Nischni Tagil (III)       | 3:1                   | FK Sibir Kurgan (III)                       |
| 29.05.1994 | Gasowik-Gasprom Ischewsk (III)   | 2:0                   | KamASawtocentre Nabereschnyje Tschelny (IV) |
| 29.05.1994 | Estel Ufa (IV)                   | 0:2                   | Dewon Oktjabrski (III)                      |
| 29.05.1994 | Dynamo Perm (IV)                 | 4:1                   | Zenit Ischewsk (IV)                         |

## 3. Runde
| Datum      |                                | Ergebnis              |                                  |
| ---------- | ------------------------------ | --------------------- | -------------------------------- |
| 25.06.1994 | FK Saljut Belgorod (III)       | 1:4                   | Torpedo Taganrog (III)           |
| 26.06.1994 | Tschkalowez Nowosibirsk (III)  | 8:3                   | Torpedo Rubzowsk (III)           |
| 27.06.1994 | Swesda Irkutsk (II)            | 2:1 n. V.             | Amur Blagoweschtschensk (IV)     |
| 27.06.1994 | Zenit Pensa (IV)               | 0:0 n. V. (7:6 i. E.) | Tekstilschtschik Ischejewka (IV) |
| 27.06.1994 | Torpedo Wolschski (III)        | 5:1                   | Atommasch Wolgodonsk (IV)        |
| 27.06.1994 | Tekstilschtschik Iwanowo (III) | 1:2 n. V.             | Trion-Wolga Twer (III)           |
| 27.06.1994 | Spartak Tambow (IV)            | 0:3                   | Saturn Ramenskoje (IV)           |
| 27.06.1994 | Spartak Schtschjolkowo (IV)    | 2:0                   | FK Mosenergo Moskau (IV)         |
| 27.06.1994 | Spartak Anapa (III)            | 3:1 n. V.             | Druschba Maikop (II)             |
| 27.06.1994 | Sachalin Cholmsk (IV)          | 5:2                   | Okean Nachodka (II)              |
| 27.06.1994 | Kuban Krasnodar (III)          | 0:1                   | Rostselmasch Rostow (II)         |
| 27.06.1994 | Kristall Smolensk (IV)         | 0:1 n. V.             | Arsenal Tula (III)               |
| 27.06.1994 | Kawkaskabel Prochladny (III)   | 5:0                   | Energija Pjatigorsk (IV)         |
| 27.06.1994 | Irtysch Omsk (II)              | kampflos              | Dynamo Barnaul (III)             |
| 27.06.1994 | Gasowik-Gasprom Ischewsk (III) | kampflos              | Druschba Joschkar-Ola (III)      |
| 27.06.1994 | FK Gattschina (IV)             | 2:2 n. V. (2:4 i. E.) | Lokomotive St. Petersburg (III)  |
| 27.06.1994 | Anschi Machatschkala (III)     | kampflos              | Iriston Wladikawkas (III)        |
| 27.06.1994 | Uralez Nischni Tagil (III)     | 2:1                   | Dynamo Perm (IV)                 |
| 27.06.1994 | Torpedo Miass (III)            | 0:1                   | Metallurg Magnitogorsk (III)     |
| 27.06.1994 | Dewon Oktjabrski (III)         | 0:1                   | Torpedo Arsamas (III)            |

## 4. Runde
| Datum      |                                 | Ergebnis              |                                  |
| ---------- | ------------------------------- | --------------------- | -------------------------------- |
| 26.08.1994 | Swesda Irkutsk (II)             | kampflos              | Sachalin Cholmsk (IV)            |
| 26.08.1994 | Zenit Pensa (IV)                | 0:1                   | FK Sokol Saratow (II)            |
| 26.08.1994 | Trion-Wolga Twer (III)          | 2:0                   | Smena-Saturn St. Petersburg (II) |
| 26.08.1994 | Torpedo Wolschski (III)         | 4:2                   | Torpedo Wladimir (II)            |
| 26.08.1994 | Torpedo Taganrog (III)          | 0:2                   | Schinnik Jaroslawl (II)          |
| 26.08.1994 | Rostselmasch Rostow (II)        | 6:2                   | Spartak Anapa (III)              |
| 26.08.1994 | Lokomotive St. Petersburg (III) | 0:1                   | Zenit St. Petersburg (II)        |
| 26.08.1994 | Kawkaskabel Prochladny (III)    | 2:2 n. V. (4:3 i. E.) | Tschernomorez Noworossijsk (II)  |
| 26.08.1994 | Arsenal Tula (III)              | 1:0                   | Baltika Kaliningrad (II)         |
| 26.08.1994 | Anschi Machatschkala (III)      | 4:0                   | Uralan Elista (II)               |
| 26.08.1994 | Irtysch Omsk (II)               | 1:2                   | Tschkalowez Nowosibirsk (III)    |
| 26.08.1994 | Uralez Nischni Tagil (III)      | 4:1                   | FK Swesda Perm (II)              |
| 26.08.1994 | Gasowik-Gasprom Ischewsk (III)  | 2:1                   | FK Neftechimik Nischnekamsk (II) |
| 26.08.1994 | Metallurg Magnitogorsk (III)    | 2:4                   | Torpedo Arsamas (III)            |
| 27.08.1994 | Spartak Schtschjolkowo (IV)     | 3:1                   | Asmaral Moskau (II)              |
| 27.08.1994 | Saturn Ramenskoje (IV)          | 2:1                   | Techinwest-M Moskau (II)         |

## 5. Runde
Die 16 Erstligisten stiegen in dieser Runde ein und mussten auswärts antreten.
| Datum      |                                | Ergebnis              |                                  |
| ---------- | ------------------------------ | --------------------- | -------------------------------- |
| 05.10.1994 | Uralez Nischni Tagil (III)     | 0:6                   | KAMAS Nabereschnyje Tschelny (I) |
| 05.10.1994 | Trion-Wolga Twer (III)         | 0:3                   | Dynamo Moskau (I)                |
| 05.10.1994 | Torpedo Wolschski (III)        | 1:2                   | Rotor Wolgograd (I)              |
| 05.10.1994 | Torpedo Arsamas (III)          | 2:0                   | FK Lada Toljatti (I)             |
| 05.10.1994 | Spartak Schtschjolkowo (IV)    | 1:2                   | Lokomotive Moskau (I)            |
| 05.10.1994 | Schinnik Jaroslawl (II)        | 0:3                   | Tekstilschtschik Kamyschin (I)   |
| 05.10.1994 | Saturn Ramenskoje (IV)         | 0:1                   | Torpedo Moskau (I)               |
| 05.10.1994 | Rostselmasch Rostow (II)       | 2:4                   | Schemtschuschina Sotschi (I)     |
| 05.10.1994 | Kawkaskabel Prochladny (III)   | 2:2 n. V. (3:4 i. E.) | Dynamo Stawropol (I)             |
| 05.10.1994 | Arsenal Tula (III)             | 0:1                   | Spartak Moskau (I)               |
| 05.10.1994 | Anschi Machatschkala (III)     | 1:2                   | Spartak Wladikawkas (I)          |
| 05.10.1994 | Gasowik-Gasprom Ischewsk (III) | 3:2                   | Lokomotive Nischni Nowgorod (I)  |
| 05.10.1994 | Swesda Irkutsk (II)            | 1:0 n. V.             | Dynamo-Gasowik Tjumen (I)        |
| 05.10.1994 | FK Sokol Saratow (II)          | 4:0                   | Krylja Sowetow Samara (I)        |
| 05.10.1994 | Zenit St. Petersburg (II)      | 0:2                   | ZSKA Moskau (I)                  |
| 08.10.1994 | Tschkalowez Nowosibirsk (III)  | 0:3                   | Uralmasch Jekaterinburg (I)      |

## Achtelfinale
| Datum      |                                   | Ergebnis              |                                  |
| ---------- | --------------------------------- | --------------------- | -------------------------------- |
| 09.11.1994 | Schemtschuschina Sotschi (I)      | 0:1                   | Uralmasch Jekaterinburg (I)      |
| 09.11.1994 | Torpedo Moskau (I)                | 1:1 n. V. (4:2 i. E.) | ZSKA Moskau (I)                  |
| 09.11.1994 | Torpedo Arsamas (III)             | 3:0                   | Tekstilschtschik Kamyschin (I)   |
| 09.11.1994 | Spartak-Alanija Wladikawkas (I) 1 | 3:0                   | Swesda Irkutsk (II)              |
| 09.11.1994 | Spartak Moskau (I)                | 4:3                   | FK Sokol Saratow (II)            |
| 09.11.1994 | Rotor Wolgograd (I)               | 2:1 n. V.             | Dynamo Stawropol (I)             |
| 09.11.1994 | Dynamo Moskau (I)                 | 2:1                   | KAMAS Nabereschnyje Tschelny (I) |
| 09.11.1994 | Lokomotive Moskau (I)             | 2:1                   | Gasowik-Gasprom Ischewsk (III)   |

## Viertelfinale
| Datum      |                             | Ergebnis              |                                 |
| ---------- | --------------------------- | --------------------- | ------------------------------- |
| 19.04.1995 | Torpedo Arsamas (III)       | 0:3                   | Spartak-Alanija Wladikawkas (I) |
| 19.04.1994 | Rotor Wolgograd (I)         | 0:0 n. V. (4:3 i. E.) | Torpedo Moskau (I)              |
| 19.04.1995 | Lokomotive Moskau (I)       | 2:2 n. V. (4:5 i. E.) | Dynamo Moskau (I)               |
| 19.04.1995 | Uralmasch Jekaterinburg (I) | 0:5                   | Spartak Moskau (I)              |

## Halbfinale
| Datum      |                                 | Ergebnis              |                     |
| ---------- | ------------------------------- | --------------------- | ------------------- |
| 17.05.1995 | Spartak-Alanija Wladikawkas (I) | 2:2 n. V. (2:4 i. E.) | Rotor Wolgograd (I) |
| 17.05.1995 | Dynamo Moskau (I)               | 1:0                   | Spartak Moskau (I)  |

## Finale
| Paarung         | Dynamo Moskau – Rotor Wolgograd |
| Ergebnis        | 0:0 n. V., 8:7 i. E. |
| Datum           | 14. Juni 1995 |
| Stadion         | Olympiastadion Luschniki, Moskau |
| Zuschauer       | 15.000 |
| Schiedsrichter  | Igor Siner |
| Tore            | Elfmeterschießen: 0:1 Oleg Weretennikow 1:1 Igor Nekrassow 1:2 Aleksandr Bondar 2:2 Ruslan Ischkinin 2:3 Waleri Burlatschenko 3:3 Oleg Samatow 3:4 Igor Menschtschikow 4:4 Aleksei Kuzenko 4:5 Aleksandr Trojnin 5:5 Eryk Jachimowitsch 5:6 Sergei Netschaj 6:6 Sergei Bogomolow 6:7 Sergei Schunenko 7:7 Witali Safronow Igor Kornijez (gehalten) 8:7 Sergei Schulgin |
| Dynamo Moskau   | Andrei Smetanin – Eryk Jachimowitsch, Igor Nekrassow (82. Ruslan Ischkinin), Aleksandr Toschilin, Rawil Sabitow (50. Sergej Schulgin) – Sergei Nekrassow, Oleg Samatow, Andrei Kobelew (110. Sergei Bogomolow), Witali Safronow – Sergei Podpalyj , Aleksei Kuzenko Cheftrainer: Konstantin Beskow                                                                     |
| Rotor Wolgograd | Andrei Samorukow – Sergei Schunenko, Waleri Burlatschenko, Igor Kornijez, Sergei Netschaj – Aleksandr Zarenko, Aleksandr Bondar, Wladimir Niederhaus (105. Igor Menschtschikow), Oleg Weretennikow – Aleksandr Berketow (67. Aleksandr Trojnin), Oleg Netschajew (46. Andrei Kriwow) Cheftrainer: Wiktor Prokopenko ( Ukraine)                                         |
| Gelbe Karten    | Eryk Jachimowitsch, Oleg Samatow – Aleksandr Bondar |
| Platzverweise   | Sergei Podpalyj (116.) – keine |
| Besonderheiten  | Oleg Weretennikow schießt Foulelfmeter an den rechten Pfosten (115.) |